# Pointe-à-Pitre
Pointe-à-Pitre, (en criollo guadalupeño: Lapwent), es una comuna francesa situada en el departamento de Guadalupe, de la región de Guadalupe.

## Situación
La comuna está situada en el oeste de la isla guadalupana de Grande-Terre.

## Demografía
| Gráfica de evolución demográfica de Pointe-à-Pitre entre 1961 y 2013 |
|                                                                      |

Fuente: Insee

## Comunas limítrofes
| Noroeste: Les Abymes                        | Norte: Les Abymes                       | Noreste: Les Abymes                         |
| Oeste: Baie-Mahault                         |                                         | Este: Les Abymes                            |
| Suroeste Bahía de Pequeño Cul-de-Sac marino | Sur: Bahía de Pequeño Cul-de-Sac marino | Sureste: Bahía de Pequeño Cul-de-Sac marino |

## Ciudad hermanada
- Orly,  Francia